# هال سينجر
هال سينجر (بالإنجليزية: Hal Singer)‏ هو عازف ساكسفون أمريكي، ولد في 8 أكتوبر 1919 في تلسا في الولايات المتحدة.

## وصلات خارجية
- الموقع الرسمي
- هال سينجر على موقع ميوزك برينز (الإنجليزية)
- هال سينجر على موقع أول ميوزيك (الإنجليزية)
- هال سينجر على موقع ديسكوغز (الإنجليزية)